# Sygnał pomiarowy
Sygnał pomiarowy, sygnał testowy – specjalnie ukształtowany sygnał o zadanych, znanych metrologowi parametrach, służący pobudzeniu mierzonego układu lub sprawdzanego przyrządu. Na podstawie reakcji na ten sygnał można ocenić ich sprawność, dokładność, klasę lub inne parametry, które są istotne dla dokonującego pomiary.

## Elektryczne sygnały pomiarowe
Ogólnie sygnały elektryczne można podzielić na analogowe i cyfrowe.

### Sygnały analogowe
Ze względu na kształt można podzielić je na:
- sinusoidalne,
- prostokątne,
- piłokształtne.

### Sygnały cyfrowe
Ze względu na częstość powtarzania można podzielić je na:
- sygnały o zadanym wzorze,
- sygnały losowe (wzór sygnału nie powtarza się i nie da się przewidzieć jaki będzie w przyszłości),
- sygnały pseudolosowe (wzór sygnału powtarza się, ale dopiero po długim czasie, w stosunku do czasu trwania pojedynczego bitu; sekwencja do czasu jej powtórzenia ma rozkład podobny do losowego); przykładem takiego sygnału jest sygnał zawierający sekwencje PRBS.